# Ildegonda (nome)
Ildegonda  è un nome proprio di persona italiano femminile.

## Varianti
- Maschili: Ildegondo[1][3]

### Varianti in altre lingue
- Catalano: Hildegonda[4], Hildegunda[4], Ildegunda[4]
- Germanico: Hildigunda[5], Hildigunt[5], Hildegundis[5], Childegunda[5]
- Norvegese: Hildegunn[6], Hildegun[6]
- Spagnolo: Hildegunda[4], Ildegunda[4]
- Svedese: Hildegunn[6], Hildegun[6]
- Tedesco: Hildegund

## Origine e diffusione
Deriva dal nome germanico Hildigunda, composto dalle radici *hildjo ("battaglia", "combattimento") e guntha (o gund, "battaglia"), privo di un significato complessivo ben definito. Entrambi gli elementi sono assai ricorrenti nei nomi germanici: il primo si ritrova in Ilda, Ildegarda, Crimilde, Clotilde, Brunilde e vari altri, il secondo in Cunegonda, Aldegonda, Günther, Consalvo e Gontrano. In Scandinavia è diffuso un nome imparentato, Hildegunn.
La diffusione del nome in Italia, seppure molto modesta, è legata all'eroina della novella Ildegonda di Tommaso Grossi.

## Onomastico
L'onomastico si può festeggiare il 6 febbraio in memoria della santa o beata Ildegonda, nobildonna tedesca, madre di Ermanno Giuseppe di Colonia e monaca premonstratense, oppure il 20 aprile in ricordo della beata Ildegonda, vergine e monaca cistercense presso Schönau, che visse da uomo per la maggior parte della sua vita.

## Persone

### Variante Hildegunn
- Hildegunn Mikkelsplass, biatleta norvegese

## Il nome nelle arti
- Ildegonda è un personaggio dell'omonima novella in ottave di Tommaso Grossi, pubblicata nel 1820.
- Ildegonda Gualderano è un personaggio dell'opera lirica Ildegonda, musicata dal compositore spagnolo Emilio Arrieta su libretto di Temistocle Solera.